# St John's College, Cambridge

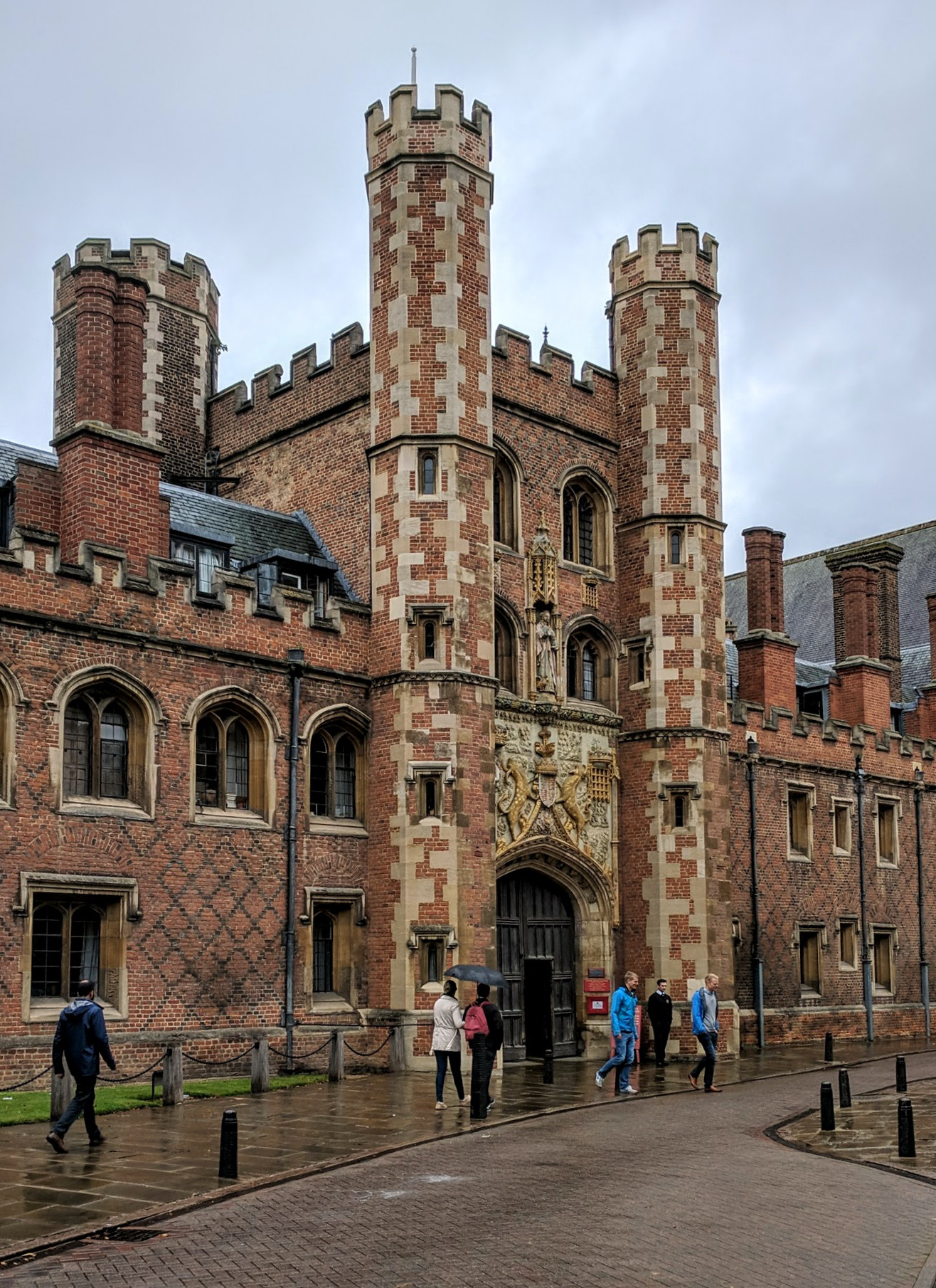
Huvudporten till St John's College på St John's Street, dekorerad med en staty av sitt skyddshelgon St Johannes och grundaren Margaret Beauforts vapen.

St John's College, officiellt College of St John the Evangelist, är ett college inom universitetet i Cambridge, grundat 1511 av Tudor-modern Lady Margaret Beaufort. Det är ett av de största collegena inom både Cambridge och Oxford sett till antalet studenter, med nära tusen inskrivna studenter 2025. Det är det näst mest välbärgade colleget i Oxford och Cambridge, näst efter Trinity College. År 2022 rankades St John's som nummer 6 av Cabridges 29 college, då över 35 procent av dess studenter gick ut med högsta betyg.
Den välkända kören vid St John's College har en tradition av liturgisk sång och har sjungit dagliga gudstjänster i St John's College Chapel sedan 1670-talet. Kören är för blandade åldrar och inte enbart för studenter. En tillhörande sångskola utvecklades 1955 till en fristående grundskola kallad St John's College School, som ligger inte långt ifrån colleget.
År 2011 firade skolan 500 år, ett jubileum som präglades av besök från drottning Elizabeth II och prins Philip.

## Historia
På marken för dagens college låg på 1200-talet det klosterdrivna sjukhuset "Hospital of St John the Evangelist". Vid utgrävningar har runt tusen medeltida gravplatser från den tiden hittats i området. Efter att sjukhuset förfallit uppmuntrade Margaret Beaufort, mor till kung Henrik VII, att göra om det till college. Colleget fick kungligt erkännande 9 april 1511 (efter Beauforts död).
Byggnaderna från den tiden kom senare att kallas First Court och består bland annat av dagens Huvudport och bankettsal. En ny biblioteksbyggnad invigdes 1628, nu kallad gamla biblioteket. Den ursprungliga kyrkobyggnaden från 1200-talet inkorporerades i colleget när det byggdes, men ersattes med en ny kyrkobyggnad 1869.
Lady Margaret Boat Club, namngiven efter collegets grundare, är St John's egna roddklubb och grundades 1825 som den första i sitt slag i Cambridge. Den årliga roddtävlingen mellan Oxford och Cambridge startades 1829 av en elev vid St John's.
Under första världskriget användes colleget för militärövning, medan många av anställda och studenter var inkallade. Under andra världskriget användes det 30 meter långa "Combination Room" vid brittiska arméns planering av invasionen av Normandie 1944.

Colleget röstade för att ta emot kvinnliga studenter 1981.

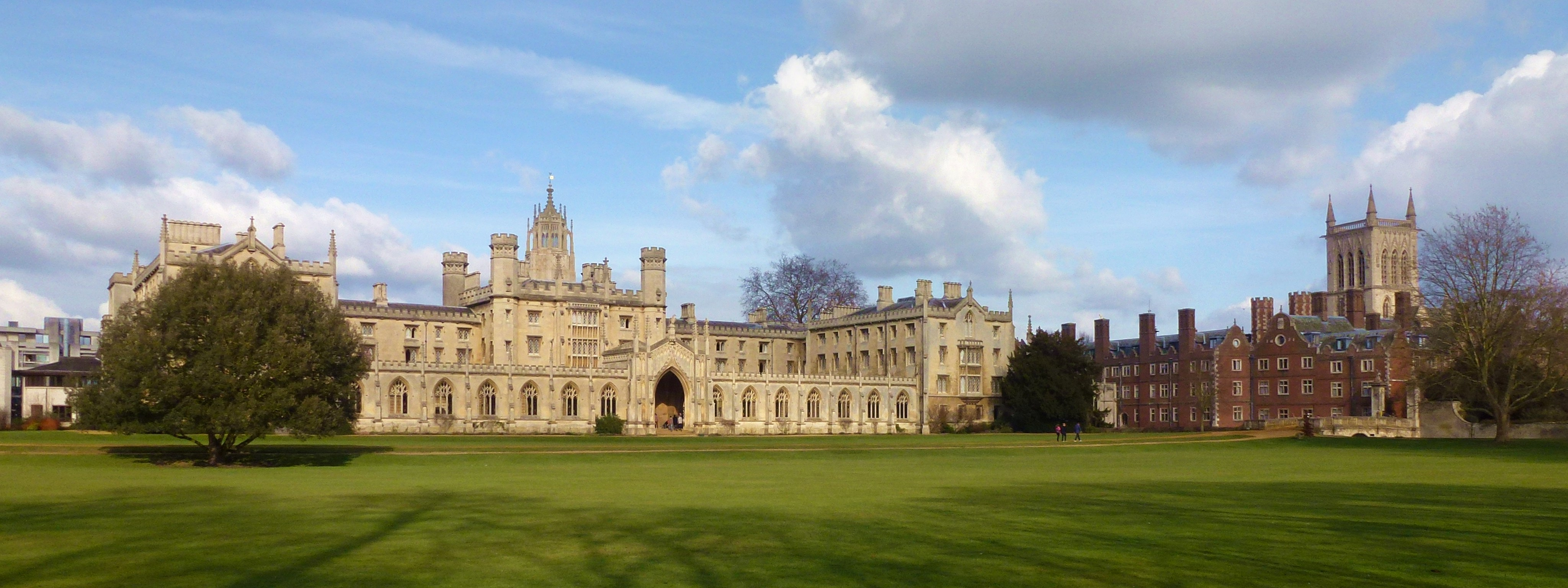
St John's College, med New Court till vänster. Till höger syns Third Court samt kapellets kyrktorn på andra sidan floden Cam.

## Geografi och arkitektur
St John's ligger i det centrala collegeområdet av Cambridge, granne med Trinity College. Byggnaderna finns på båda sidor om floden Cam, med tillhörande sju hektar grönområde.

Colleget är byggt i flera omgångar, där varje delbyggnad består av en kringbyggd innergård ("court"). De ursprungliga byggnaderna från 1516, med huvudingång, kapell och bankettsal ("The Hall"), benämns First Court. Second Court, som innehåller "Combination Room", byggdes i Tudorstil och invigdes 1602. Third Court byggdes på 1670-talet, och inkluderar Gamla Biblioteket som stod färdigt 1628. Den sista större tillbyggnaden kallas New Court, byggdes i nygotisk stil och blev klar 1831. New Court ligger på andra sidan (dvs västra sidan) om floden Cam.

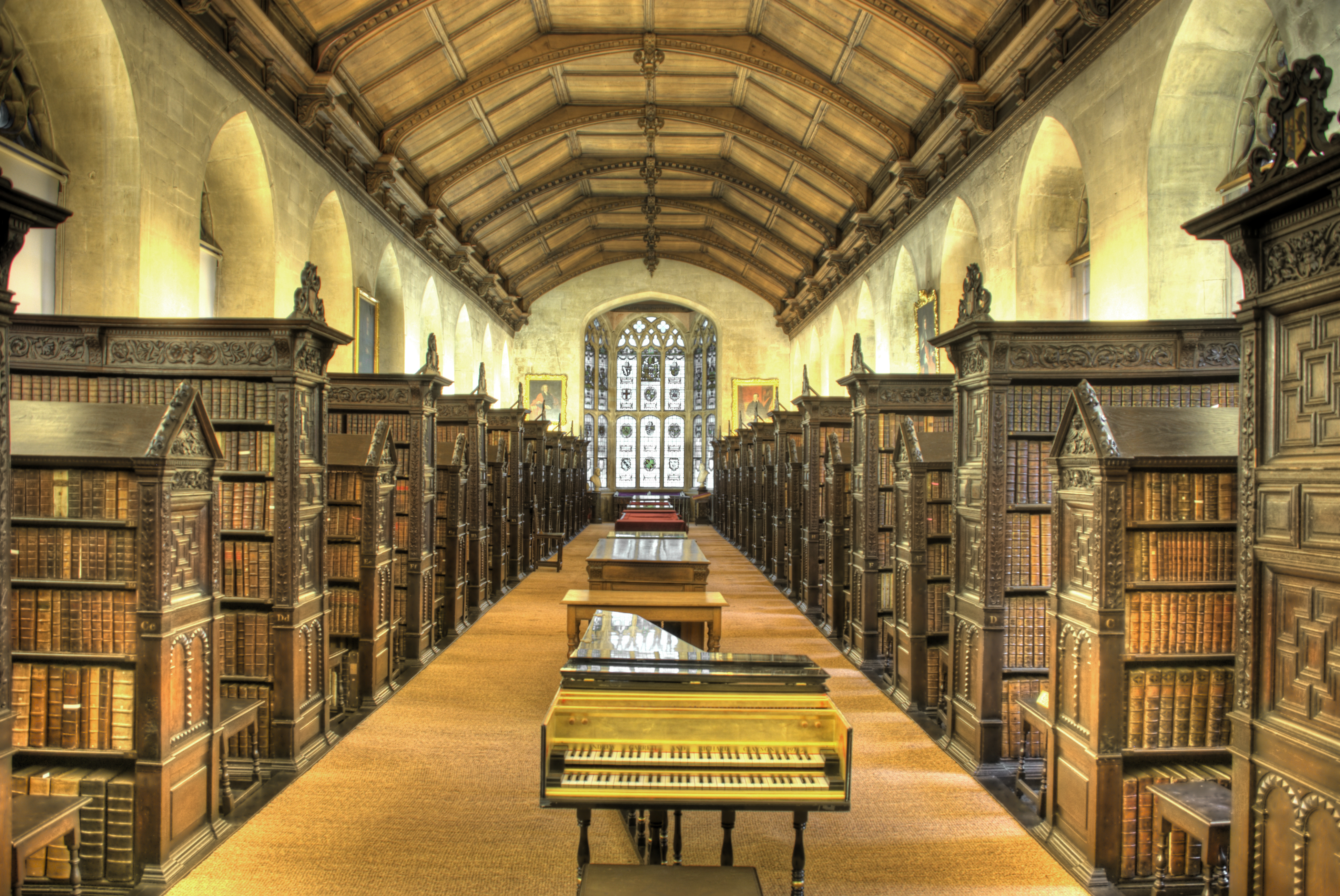
Det gamla biblioteket, invigt 1628.

Huvudentrén och First Court nås från centrala Cambridge, medan new Court vetter mot ett större grönområde kallat The Backs, som delas med flera andra college.
New Court och Third court är förbundna genom två gångbroar över Cam. Den mest kända kallas Suckarnas Bro (the Bridge of Sighs), även om den inte har mycket gemensamt med sin namne i Venedig. Bron är takförsedd och byggd i nygotisk stil, samtida med New Court. Den syns bäst från båt ute i floden, och är en av de mest fotograferade platserna i Cambridge.

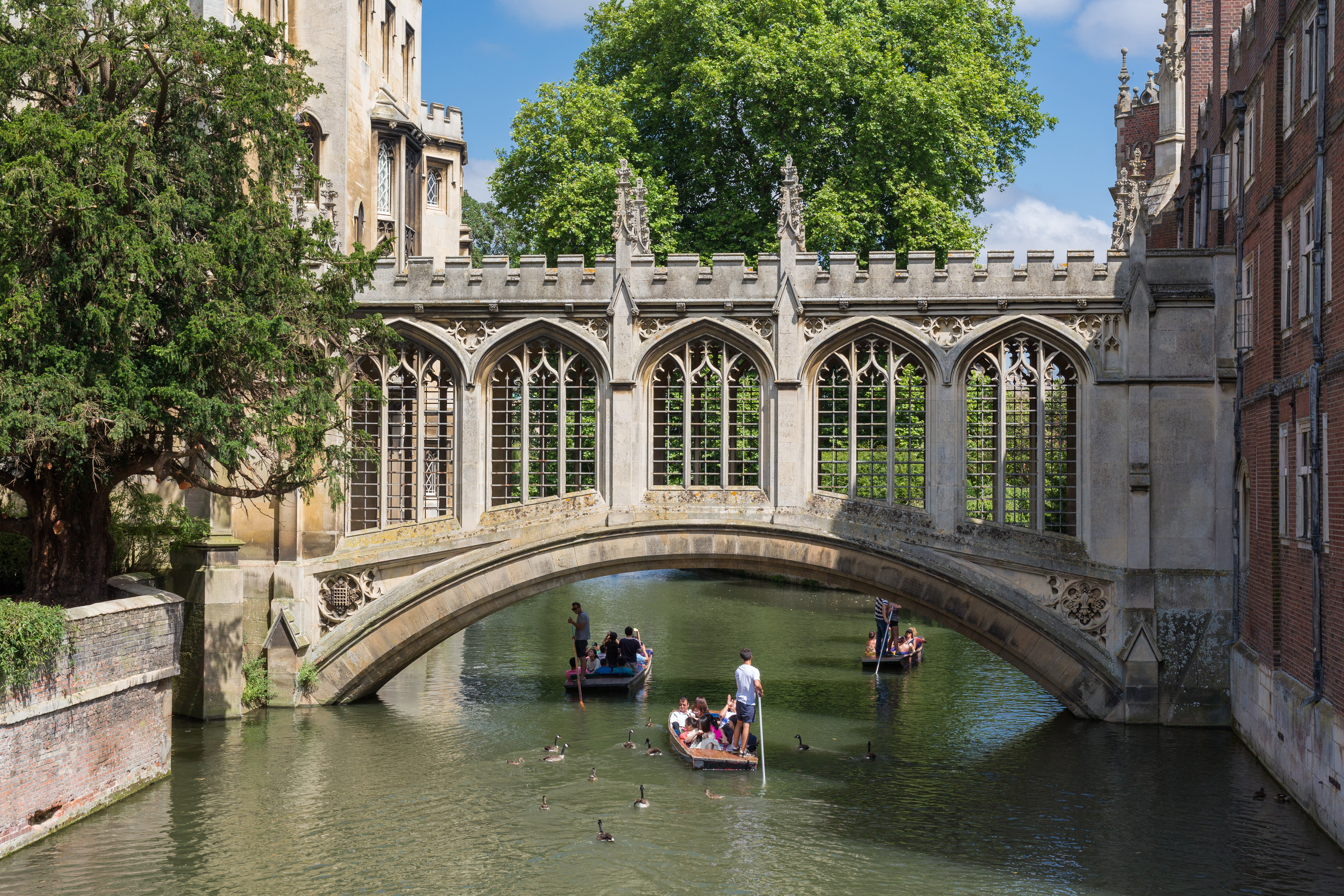
"Suckarnas bro", mellan Third Court och New Court.

En ny byggnad med studentbostäder kallad the Cripps, byggd i brutalistisk stil, invigdes 1967. Cripps är byggd i anslutning till New Court, och gav upphov till en ytterligare innergård kallad River Court.

### Kapellet
Det nya St John's College Chapel invigdes 1869, när det ursprungliga kapellet med anor från 1200-talet blivit för litet för verksamheten. Det nya kapellet är av sten i nygotisk stil, inspirerat av Sainte-Chapelle i Paris, och ritades av George Gilbert Scott. Det byggdes in över First Courts innergård för att få plats. Den ursprungliga kyrkan revs, men vissa detaljer från den flyttades över till den nya, såsom kyrkbänkarna från 1500-talet.
Kyrktornet reser sig över det övriga colleget och bidrar till stadssilhuetten av Cambridge. Enligt tradition sjunger St John's College Choir uppifrån tornet vid Kristi Himmelsfärd.

## Alumner
Kända alumner från St Johns (kallade "Johnians") inkluderar både Nobelpristagare, premiärministrar, ärkebiskopar, minst två prinsar och tre helgon, däribland:
- Poeten William Wordsworth[2]
- Kardinal och martyr John Fisher
- William Gilbert, fysiker född 1544
- Abolitionisterna William Wilberforce och Thomas Clarkson, som motarbetade brittiska slaveriet.[2] De finns även avbildade i kapellets innertak.[14]
- Författaren Douglas Adams[16]
- Pulizer-pristagaren Jennifer Egan[17]
- Patrick Brontë, far till systrarna Brontë.
- Prins William, när han läste fastighetsförvaltning 2014.[18]
- Robert Jenrick, brittisk migrationsminister från 2022.[19]
- Eben Upton, VD och grundare av Raspberry Pi

Nobelpristagare som gått på St Johns inkluderar Edward Appleton (fysikpriset 1947), Frederick Sanger (kemipriset 1958), Maurice Wilkins (kemipriset 1973), och Roger Penrose (fysikpriset 2020).